# Saint-Nicolas (Fluss)
Der Saint-Nicolas ist ein kleiner Fluss in den südlichen Vogesen, im Département Territoire de Belfort. Hydrologisch und hydrografisch ist er der Oberlauf der Bourbeuse.

## Verlauf
Der Fluss entspringt in 840 Metern Höhe an den Hängen des Ballon de Saint-Nicolas, im Gemeindegebiet von Rougemont-le-Château. Er entwässert generell Richtung Süd und vereinigt sich nach etwa 30 Kilometern bei Autrechêne mit der Madeleine und bildet so den Fluss Bourbeuse. 

## Orte am Fluss
- Rougemont-le-Château
- Fontaine
- Montreux-Château